# Rengerskerke en Zuidland
Rengerskerke en Zuidland est une ancienne commune néerlandaise de la province de la Zélande.
La commune était constituée des hameaux de Rengerskerke et de Zuidland. Ce fut une commune éphémère ; dès le 1er janvier 1813, la commune est supprimée et rattachée à Kerkwerve.